# Portezuelo (Chile)
Portezuelo es una comuna de la zona central de Chile perteneciente a la provincia de Itata de la Región de Ñuble; limita por el norte con Ninhue, al sur con Ránquil y Chillán, al este con San Nicolás, y al oeste con Treguaco y Coelemu. El pueblo de Portezuelo se encuentra a 34 km de Chillán, la capital regional. Es un gran productor de vinos en la región.

## Historia
Según el Historial de Portezuelo (1987), Moncada señala que:

“Esta zona estaba poblada y dominada por indígenas, reducciones establecidas a poca distancia del pueblo actual, como lo eran las de los Chiquillanes. Se sabe que el territorio comprendido entre el río Maule hasta el Itata y Ñuble era una
demarcación de los indios Araucanos y Chiquillanes, los que a su vez, eran posesiones de la orden religiosa de la Compañía de Jesús, llegada a Chile en 1593 en misión evangelizadora y apostólica entre los aborígenes, enseñándoles, incluso, el cultivo de las tierras.”

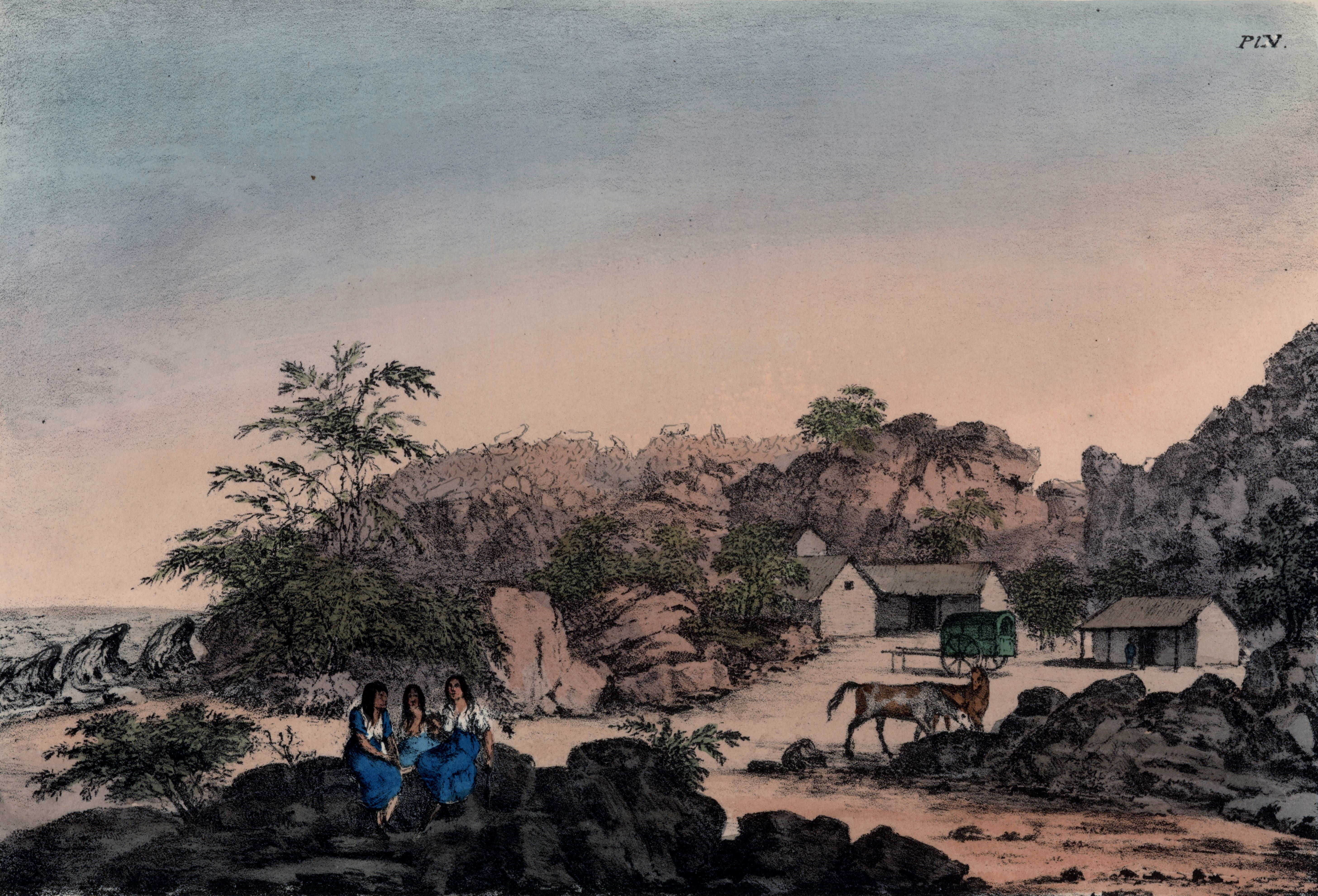
Portezuelo a inicios del s. XIX. Litografía de Aglio para el libro de Schmidtmeyer Viaje a Chile...

Portezuelo comenzó a construirse en la segunda década del siglo XVIII. Fue fundada por Rodrigo Alejandro Martel de Durand, siendo inicialmente una estancia que llevaba su apellido, Portezuelo Durand. Una de las primeras imágenes de este pueblo apareció en 1824, en el libro del viajero explorador y filántropo inglés Peter Schmidtmeyer Travels into Chile, over the Andes, in the years 1820 and 1821, London: Longman, Hurst, Rees, Orme, Brown and Green, 1824 (traducido como Viaje a Chile a través de Los Andes realizado en los años 1820-21).
El 22 de diciembre de 1891 se creó la Municipalidad, año en que el gobierno del Presidente Jorge Montt dictó la ley de Organización Geográfica de las Municipalidades, comprendiendo en este caso las subdelegaciones de Portezuelo y Treguaco.
Francisco Solano Asta-Buruaga y Cienfuegos describe a la capital de la comuna en el Diccionario Geográfico de la República de Chile (1899) en los siguientes términos:

Aldea del departamento de Itata situada por los 36º 31' Lat. y 72º 24' Lon., y á 25 kilómetros al SE. de su capital Quirihue; queda á unos 18 hacia el N. de la confluencia de los ríos Itata y Ñuble. Está asentada en terreno desigual y rodeada de colinas en que hay viñedos y un fundo inmediato de su nombre y contiene 760 habitantes, iglesia parroquial, dos escuelas gratuitas y oficinas de registro civil y de correos; tiene también municipalidad comprensiva de las subdelegaciones de su título y Treguaco. Comenzó á formarse en la segunda década de este siglo, y se le llamó en sus principios Portezudo de Durán, por el apellido del propietario de los terrenos de su asiento; también se denominó de Buenos Aires la circunscripción de su parroquia.

En el año 1926 es creada la Comuna de Portezuelo, en el departamento de Itata, provincia de Maule, comprendiendo “las antiguas subdelegaciones: 6.ª Treguaco, y 7.ª Portezuelo; con sus límites correspondientes.” 
En el año 1973 se crea la comuna subdelegación de Trehuaco en el departamento de Itata, de la provincia de Ñuble, restándose de la entonces comuna de Portezuelo los distritos “6” Trehuaco, “5” Las Minas y “7” Leuque. En el año 1974 se crea la VIII Región3 y en el año 1975 se establece su división en cuatro provincias: Ñuble, Concepción, Arauco y Bío Bío.
En el año 1979 se reafirma la pertenencia de la comuna de Portezuelo a la provincia de Ñuble y en 1989 se oficializan sus límites comunales.

## Demografía
Según el censo de 2017, Portezuelo tenía una población de 4862 habitantes.
En el censo de 2002, la comuna tenía una población de 5470 habitantes, de los cuales el 32% correspondía a población urbana y el 68% a población rural. La totalidad de la población urbana se encuentra en el pueblo de Portezuelo, capital de la comuna.

### Localidades
La comuna de Portezuelo según el censo de 2002 posee las siguientes localidades:
| Localidad    | Población (2002) |
| ------------ | ---------------- |
| Portezuelo   | 1750             |
| Chudal       | 329              |
| Llahuén Bajo | 256              |
| El Sauce     | 241              |
| Trancoyán    | 193              |
| Orilla Itata | 160              |
| La Cancha    | 52               |

## Medio ambiente

### Geomorfología y componentes abióticos

Trazado simplificado de los ecosistemas y cuerpos de agua presentes en la comuna de Portezuelo.

La comuna de Portezuelo se encuentra emplazada en las unidades geomorfológicas de Cordillera de la costa, Cuencas graníticas marginales y Llano central fluvio-glacio-volcanico; y presenta según la clasificación climática de Köppen clima mediterráneo de lluvia invernal (Csb). Esta además se halla en la cuenca hidrográfica de río Itata. Además, la comuna posee diversos cuerpos de agua, entre los que se destacan el río Ñuble. A sólo 15 km hacia el sur se encuentra la confluencia de los ríos Itata y Ñuble.

### Componentes bióticos
Dentro del territorio de la comuna se pueden hallar los siguientes ecosistemas:
- Bosque caducifolio mediterráneo costero donde predominan Nothofagus glauca y Azara petiolaris (En peligro crítico)
- Bosque esclerófilo mediterráneo interior donde predominan Lithrea caustica y Peumus boldus (En peligro)
- Bosque esclerófilo psamófilo mediterráneo interior donde predominan Quillaja saponaria y Fabiana imbricata (En peligro crítico)

### Medidas de protección ambiental y conflictos socioambientales
Hasta 2022, la comuna de Portezuelo cuenta con un área territorial destinada a la protección ambiental:
- Humedal Itata (Humedal urbano)[20]

## Administración

### Municipalidad
La Municipalidad de Portezuelo para el periodo 2024-2028 es dirigida por el alcalde Juan Carlos Ramírez Sepúlveda (IND) y el concejo municipal conformado por los concejales:
- Patricio Toro Ortega
- Rodrigo Jara Acuña
- Alan Ibáñez García
- Daniel Pastén Cortés
- Audo Durán Fuentes
- Paulina Zamudio Vásquez

### Representación parlamentaria
Portezuelo forma parte de la Circunscripción Senatorial XVI y del Distrito Electoral 19. Es representada en la Cámara de Diputados del Congreso Nacional por los siguientes diputados:
- Cristóbal Martínez Ramírez (UDI)
- Marta Pilar Bravo Salinas (UDI)
- Frank Carlos Sauerbaum Muñoz (RN)
- Felipe Camaño Cárdenas (IND - PDC)
- Sara Concha Smith (Partido Conservador Cristiano)

En el Senado, la representan:
- Gustavo Adolfo Sanhueza Dueñas (UDI)
- Loreto Carvajal Ambiado (PPD)

## Economía
En 2018, la cantidad de empresas registradas en Portezuelo fue de 47. El Índice de Complejidad Económica (ECI) en el mismo año fue de -0,88, mientras que las actividades económicas con mayor índice de Ventaja Comparativa Revelada (RCA) fueron Cultivo de Uva Destinada a Producción de Vino (103,73), Actividades de Radio (57,81) y Cultivo de Trigo (57,55).
La comuna está sobre un terreno de colinas donde principalmente se cultivan viñedos.

## Medios de comunicación

### Radioemisoras
FM
- 95.5 MHz - Radio Vertiente
- 100.7 MHz - Radio Raíces